# Schlacht bei St. Jakob an der Birs
Etzel · Pfäffikon · Grüningen I · Freienbach · Blickensdorf · Hirzel · Bremgarten · Regensberg · Grüningen II · St. Jakob an der Sihl · Greifensee · St. Jakob an der Birs · Erlenbach I · Koblach · Sargans · Wil · Kirchberg · Wolfhalden · Obertoggenburg · Wigoltingen · Erlenbach II · Männedorf · Wollerau · Ragaz
Die Schlacht bei St. Jakob an der Birs wurde am 26. August 1444 im Verlaufe des Alten Zürichkriegs bei St. Jakob an der Birs geschlagen, knapp ausserhalb der Stadt Basel, wo damals das Konzil von Basel tagte.

## Verlauf
Gegner waren auf der einen Seite rund 20.000 Armagnaken und auf der anderen 1500 Eidgenossen der Acht Alten Orte ohne die Zürcher. Die Armagnaken sollten Richtung Zürich vorstossen, um die Belagerung der Stadt durch die Eidgenossen zu beenden. Im Grenzgebiet der heutigen Halbkantone Basel-Stadt und Basel-Landschaft, an dem Fluss Birs, stiessen sie aufeinander.
Auf die Nachricht vom Ausschwärmen der Armagnaken bis in die Dörfer Muttenz und Pratteln beschlossen die Hauptleute der eidgenössischen Streitmacht, die vor der Farnsburg lagerten, mit einem Teil ihres Heeres einen Streifzug zu unternehmen. 1300 ausgewählte, meist junge Krieger rückten in der Nacht vom 25. auf den 26. August über Liestal, wo sich ihnen 200 Baselbieter Zuzüger anschlossen, in die Rheinebene hinab und überrannten dort am frühen Morgen die armagnakische Vorhut. Trotz strengem Gegenbefehl überschritten die übermütigen Eidgenossen die Birs und stiessen auf dem Gundeldinger Feld auf die 20.000 Mann starke und auf den Kampf vorbereitete Armee der Franzosen. Es folgte ein zehnstündiger Zusammenprall, bei dem die Eidgenossen in ihrer geringen Zahl mit derartiger Wucht auf den Gegner eindrangen, dass Zeitzeugen und Kampfbeobachtende noch lange davon berichten sollten. Allmählich aber – der grossen Übermacht wegen – wurden die zahlenmäßig Unterlegenen von allen Seiten her eingeschlossen. Da die Eidgenossen, die ja den Kampf jenseits der Birs gesucht hatten, eine Kapitulation wiederholt kategorisch ablehnten, unterlagen sie – bis auf 16 Flüchtige –, zuletzt zusammengedrängt im Garten des Siechenhauses, unter verheerendem Einsatz gegnerischer Artillerie.
Der Legende nach soll der Ritter Burkhard VII. Münch als Unterhändler das Schlachtfeld beritten haben. Angesichts der vielen Toten und Verwundeten konnte er es sich nicht verkneifen, die unterlegenen Eidgenossen zu verhöhnen. Er klappte das Visier hoch und sagte den in der Schweiz berühmt gewordenen Kommentar „Ich siche in ein rossegarten, den min fordren geret hand vor hunderd jar“. Diese Zurschaustellung arroganter Überlegenheit veranlasste den verwundeten Eidgenossen Wylhelm von Baldegg dazu, dem Ritter einen Stein in das offene Visier zu schleudern, mit dem ebenso bekannten Kommentar „Friss eine deiner Rosen!“. Schwer verwundet stürzte der Ritter und wurde vermutlich von seinem Pferd vom Schlachtfeld geschleift. Das damit einhergehende Scheitern der Unterhandlungen läutete den Sturm auf das Siechenhaus ein, in dessen Verlauf die verbliebenen Eidgenossen nahezu restlos niedergemacht wurden.
Die Nachricht über die Schlacht und den unerschrockenen und als heldenhaft angesehenen Einsatz der eidgenössischen Krieger verbreitete sich rasch über ganz Europa. Der französische Dauphin, der die armagnakische Heeresleitung innehatte, gab angesichts der gewaltigen Verluste in seinen eigenen Reihen – das Verhältnis stand trotz armagnakischer Bogenschützen teils schottischer Herkunft und französischer Artillerie mindestens vier zu eins – das Vorhaben auf, weiter in Richtung Zürich vorzustossen.
Mit dem überschäumenden Einsatz der eidgenössischen Vorhut wurde nicht nur weiteres Blutvergiessen auf schweizerischem Boden in Richtung Zürich verhindert, wo ein eidgenössisches Heer mit 20.000 Mann bereitstand; auch war die Gefahr eines sich unkontrolliert gebärdenden armagnakischen Söldnerheeres gebannt.

## Nachwirkungen

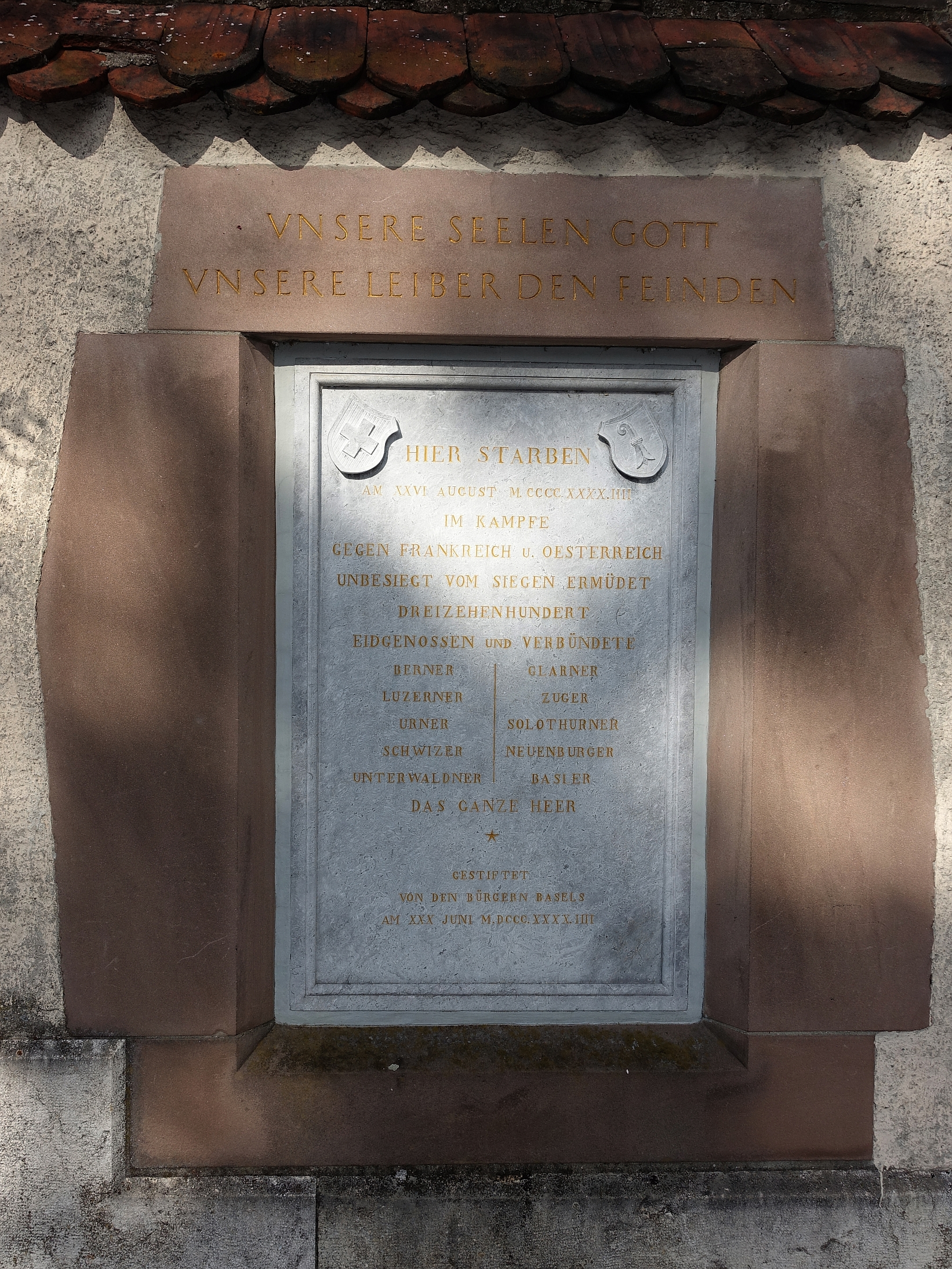
Gedenktafel (Aufschrift «Unsere Seelen Gott – Unsere Leiber den Feinden») an der St. Jakobskirche (Basel)

Die Schlacht zeugte vom Kampfgeist der acht alten Orte gegenüber einer weit überlegenen Übermacht und trug in ganz Europa zum Heldenmythos der Eidgenossenschaft entscheidend bei. Eine bis heute anhaltende Spätfolge davon ist zum Beispiel die Päpstliche Schweizergarde im Vatikan. Die Schlacht wurde weiter in der bis 1961 gültigen Schweizer Nationalhymne «Rufst du, mein Vaterland» besungen: «Heil dir, Helvetia! Hast noch der Söhne ja,/ Wie sie Sankt Jakob sah,/ Freudvoll zum Streit!» Zur Erinnerung an die Schlacht stehen in Basel das von Ferdinand Schlöth geschaffene Schlachtdenkmal und die St. Jakobskapelle; auch das Siechenhaus in St. Jakob ist erhalten geblieben. 1917 erhielt die St. Jakobskirche ein Fresko von Alfred Heinrich Pellegrini, das den Steinwurf des Arnold Schick in der Schlacht von 1444 darstellt. Ein bis ins 19. Jahrhundert in St. Jakob angebauter und über Basel hinaus bekannter Rotwein wurde in Anspielung auf die Schlacht als Schweizerblut bezeichnet.
Im Rahmen der geistigen Landesverteidigung während des Zweiten Weltkriegs wurde die Schlacht als Beispiel der erfolgreichen Anwendung der «Militärdoktrin des hohen Eintrittspreises» verwendet. Ebenfalls eine Folge dieses Zeitgeistes ist die Bemalung der äusseren Seite des Stadttores von Liestal durch Otto Plattner. Dargestellt wird ein idealisierter Schweizer Krieger, daneben ein überlieferter Ausspruch der Liestaler. Die Frage der Eidgenossen, ob sie vor der Schlacht in der Stadt einkehren dürften, sollen sie so beantwortet haben: «Wir hant guot switzer in emptern und ou in der statt» (Wir haben gute Schweizer in [den] Ämtern und auch in der Stadt). Plattner schuf das Bild 1949/50. Dieser Zusammenhang zeigt, dass die frühere Rezeption der Schlacht von St. Jakob im 20. Jahrhundert nur im Zusammenhang mit der geistigen Landesverteidigung verständlich ist.
Heute wird die Schlacht differenzierter beurteilt. Der Basler Lokalhistoriker Roger Rebmann etwa meint: «Der Untergang des Heeres war ironischerweise ein zwingendes Resultat der Erfolge in den ersten Gefechten des 26. August bei Pratteln und bei Muttenz. In beiden Fällen errang man einen Sieg über einen teilweise zahlenmässig überlegenen Gegner. Angeheizt von diesen Erfolgen erreichten die Eidgenossen die Birs. Sie hatten den Hauptleuten vor der Farnsburg gelobt, sie nicht zu überschreiten. Hier kommen Ehrbegriffe und Werte ins Spiel, die jenseits von rationalem Denken liegen. Zwei Gefechte waren gewonnen worden, und man hatte das Feld behauptet. Üblicherweise folgte auf einen Sieg ein rituelles dreitägiges Verharren auf behauptetem Boden. Nach dieser Logik hätte man sich mit einem Rückzug nach zwei Siegen mit schwerer Schande beladen. Nur wer geschlagen war, zog sich zurück.»